# Base Aérea de Santa Cruz
A ALA 12 (antiga Base Aérea de Santa Cruz - BASC, (IATA: SNZ, ICAO: SBSC), é uma base da Força Aérea Brasileira localizada na região de Santa Cruz, região oeste do município do Rio de Janeiro. Nessa Base Aérea, localiza-se o famoso Hangar do Zeppelin, construído na década de 1930, perfeitamente conservado e em uso como hangar para aeronaves militares de asa fixa.
Criada a 21 de agosto de 1944, a Base Aérea de Santa Cruz - BASC, situada no estado do Rio de Janeiro, é uma das principais bases da Força Aérea Brasileira, sediando não menos do que quatro unidades aéreas: os 1º e 2º esquadrões do , o 1º/16º Grupo de Aviação, o 4º/7º Grupo de Aviação e a 2ª Esquadrilha de Ligação e Observação, bem como uma unidade de controle aerotático, o 1º/1º Grupo de Comunicações e Controle.
A sede da BASC é de grande importância histórica. É situada em terras da antiga Fazenda de Santa Cruz, aonde viveram grande parte de suas vidas o rei de Portugal, D. João VI, e o imperador do Brasil, D. Pedro I. Na década de 30, tornou-se famosa por receber os famosos dirigíveis rígidos "Zeppelin". Com o desejo de estabelecer de forma permanente uma linha aérea ligando a Alemanha ao Brasil, a empresa "Luftschiffbau Zeppelin Gmbh." consultou o governo brasileiro sobre tal possibilidade. Assim foi que em 31 de março de 1934 a companhia alemã foi autorizada a estabelecer tal serviço; dois anos após, foi inaugurado o primeiro aeródromo dedicado à operação de dirigíveis na América do Sul, localizado na Fazenda de Santa Cruz e recebendo o nome de Aeroporto Bartolomeu de Gusmão, em honra ao pioneiro brasileiro da aerostação.